# Боруссія (Фульда)
«Бору́ссія» (нім. «Borussia Fulda») — німецький футбольний клуб з Фульди. Заснований 4 липня 1904 року.

## Історія
У 1933 році німецький футбол був реорганізований. Після реорганізації клуб почав грати в Гаулізі Гессен. Протягом наступних двох сезонів команда посідала друге місце після ФК Ганау 93 до вильоту в 1938 році. Боруссія повернулася до першого дивізіону в 1939 році і в наступному році зайняла перше місце. Протягом наступних чотирьох сезонів клуб тричі перемагав в дивізіоні, але не зміг претендувати на успіх на національному рівні та у кубку Німеччини. У 1943 році клуб об'єднався з «Reichsbahn SG Fulda».
Наприкінці війни спортивні організації та футбольні клуби були роспущені. Клуб був відновлений як «СГ Боруссія 04/45 Фульда» 17 жовтня 1945 року і пізніше був об'єднаний з клубом «1. СВ Боруссія Фульда», який була утворений 11 березня 1948 року. 17 січня 1951 року клуб злився з «СК Фульда» і отримав назву «СК Боруссія 04 Фульда».

## Досягнення
- Чемпіон Гауліги Гессен (4): 1934, 1941, 1942, 1944
- Чемпіон Ландесліги Гессен/Фульда (1): 1947
- Чемпіон любительської ліги Гессен (3): 1954, 1957, 1960
- Чемпіон Ландесліги Гессен-Північ (V) (2): 1990, 2006
- Чемпіон Оберліга Гессен (IV) (2): 1996, 2001